# دی‌اف-۴۱
موشک دانگ فنگ-۴۱ (DF-41- , CSS-X-10)، یک موشک بالستیک قاره پیمای چینی با سوخت جامد و با توانایی حمل کلاهک هسته‌ای و قابل جابه جایی از راه جاده است که هم‌اکنون لشکر دوم توپخانه ارتش چین در حال استفاده‌ از آن است.
این موشک دارای برد اعلام شده غیر رسمی ۱۲،۰۰۰ کیلومتر بوده و این باور وجود دارد که همچنین دارای سیستم رانش هدف گیری چندگانه مستقل است و می‌تواند هر هدفی را پوشش دهد. این پروژه در سال‌های دهه ۱۹۸۰ آغاز شد و اکنون به‌طور کامل با پروژه JL-2 به هم پیوسته‌اند.
کارشناسان نظامی انتظار داشتند که این موشک برای رژه ملی سال ۲۰۰۹ آماده شود اما در رژه نظامی آن سال دیده نشد.